# Trichosalpinx cryptantha
Trichosalpinx cryptantha là một loài thực vật có hoa trong họ Lan. Loài này được (Barb.Rodr.) Luer miêu tả khoa học đầu tiên năm 1983.